# Wandile Shabangu
Wandile Shabangu (ur. 18 listopada 1991) – suazyjski piłkarz grający na pozycji ofensywnego pomocnika. Jest wychowankiem klubu Young Buffaloes FC.

## Kariera klubowa
Swoją karierę piłkarską Shabangu rozpoczął w klubie Young Buffaloes FC. W 2012 roku zadebiutował w jego barwach w suazyjskiej pierwszej lidze. Wraz z Young Buffaloes wywalczył mistrzostwo kraju w sezonie 2019/2020 oraz cztery wicemistrzostwa w sezonach 2016/2017, 2017/2018, 2020/2021 i 2022/2023. Zdobył też dwa Puchary Eswatini w latach 2017 i 2018.

## Kariera reprezentacyjna
W reprezentacji Eswatini Shabangu zadebiutował 10 marca 2019 w zremisowanym 1:1 towarzyskim meczu z Mozambikiem.